# Гот-Салфер-Спрінгс (Колорадо)
Гот-Салфер-Спрінгс (англ. Hot Sulphur Springs) — місто (англ. town) в США, в окрузі Гранд штату Колорадо. Населення — 687 осіб (2020).

## Географія
Гот-Салфер-Спрінгс розташований за координатами 40°4′29″ пн. ш. 106°6′9″ зх. д. / 40.07472° пн. ш. 106.10250° зх. д. (40.074834, -106.102486).  За даними Бюро перепису населення США в 2010 році місто мало площу 1,97 км², уся площа — суходіл.

### Клімат
| Клімат : Гот-Салфер-Спрінгс | Клімат : Гот-Салфер-Спрінгс | Клімат : Гот-Салфер-Спрінгс | Клімат : Гот-Салфер-Спрінгс | Клімат : Гот-Салфер-Спрінгс | Клімат : Гот-Салфер-Спрінгс | Клімат : Гот-Салфер-Спрінгс | Клімат : Гот-Салфер-Спрінгс | Клімат : Гот-Салфер-Спрінгс | Клімат : Гот-Салфер-Спрінгс | Клімат : Гот-Салфер-Спрінгс | Клімат : Гот-Салфер-Спрінгс | Клімат : Гот-Салфер-Спрінгс | Клімат : Гот-Салфер-Спрінгс |
| Показник                    | Січ.                        | Лют.                        | Бер.                        | Квіт.                       | Трав.                       | Черв.                       | Лип.                        | Серп.                       | Вер.                        | Жовт.                       | Лист.                       | Груд.                       | Рік                         |
| Середній максимум, °C       | 3,9                         | 7,2                         | 11,7                        | 16,7                        | 21,7                        | 27,8                        | 30,6                        | 30,0                        | 25,0                        | 18,3                        | 9,4                         | 5,6                         | 17,2                        |
| Середній мінімум, °C        | −10                         | −7,2                        | −3,3                        | 1,7                         | 7,8                         | 13,9                        | 16,1                        | 15,6                        | 10,0                        | 2,8                         | −4,4                        | −8,9                        | 2,8                         |
| Норма опадів, мм            | 13                          | 13                          | 33                          | 46                          | 86                          | 74                          | 66                          | 53                          | 28                          | 23                          | 18                          | 10                          | 462                         |
| --------------------------- | --------------------------- | --------------------------- | --------------------------- | --------------------------- | --------------------------- | --------------------------- | --------------------------- | --------------------------- | --------------------------- | --------------------------- | --------------------------- | --------------------------- | --------------------------- |
| Джерело: Weatherbase        |                             |                             |                             |                             |                             |                             |                             |                             |                             |                             |                             |                             |                             |

## Демографія
Згідно з переписом 2010 року, у місті мешкали 663 особи в 253 домогосподарствах у складі 176 родин. Густота населення становила 337 осіб/км².  Було 309 помешкань (157/км²).
Расовий склад населення:
| - 96,8 % — білих - 0,9 % — корінних американців - 0,3 % — азіатів - 1,2 % — осіб інших рас |

До двох чи більше рас належало 0,8 %. Частка іспаномовних становила 7,7 % від усіх жителів.
За віковим діапазоном населення розподілялося таким чином: 26,8 % — особи молодші 18 років, 67,3 % — особи у віці 18—64 років, 5,9 % — особи у віці 65 років та старші. Медіана віку мешканця становила 36,8 року. На 100 осіб жіночої статі у місті припадало 103,4 чоловіків;  на 100 жінок у віці від 18 років та старших — 113,7 чоловіків також старших 18 років.
Середній дохід на одне домашнє господарство  становив 62 424 долари США (медіана — 50 250), а середній дохід на одну сім'ю — 73 144 долари (медіана — 60 250). Медіана доходів становила 45 764 долари для чоловіків та 30 694 долари для жінок. За межею бідності перебувало 15,5 % осіб, у тому числі 21,6 % дітей у віці до 18 років та 14,0 % осіб у віці 65 років та старших.
Цивільне працевлаштоване населення становило 385 осіб. Основні галузі зайнятості: мистецтво, розваги та відпочинок — 29,4 %, будівництво — 14,5 %, роздрібна торгівля — 12,7 %.